# Lijst van personen uit Bogota
Dit is een chronologische lijst van personen uit Bogota, de hoofdstad van Colombia.

## Geboren in Bogota

### Voor 1900
- Johan Wilhelm van Lansberge (1830-1903), gouverneur-generaal van Nederlands-Indië
- José Jéronimo Triana (1834-1890), botanicus
- Alberto Castilla (1883-1938), componist
- Jorge Eliécer Gaitán (1898-1948), advocaat en links politicus

### 1900-1959

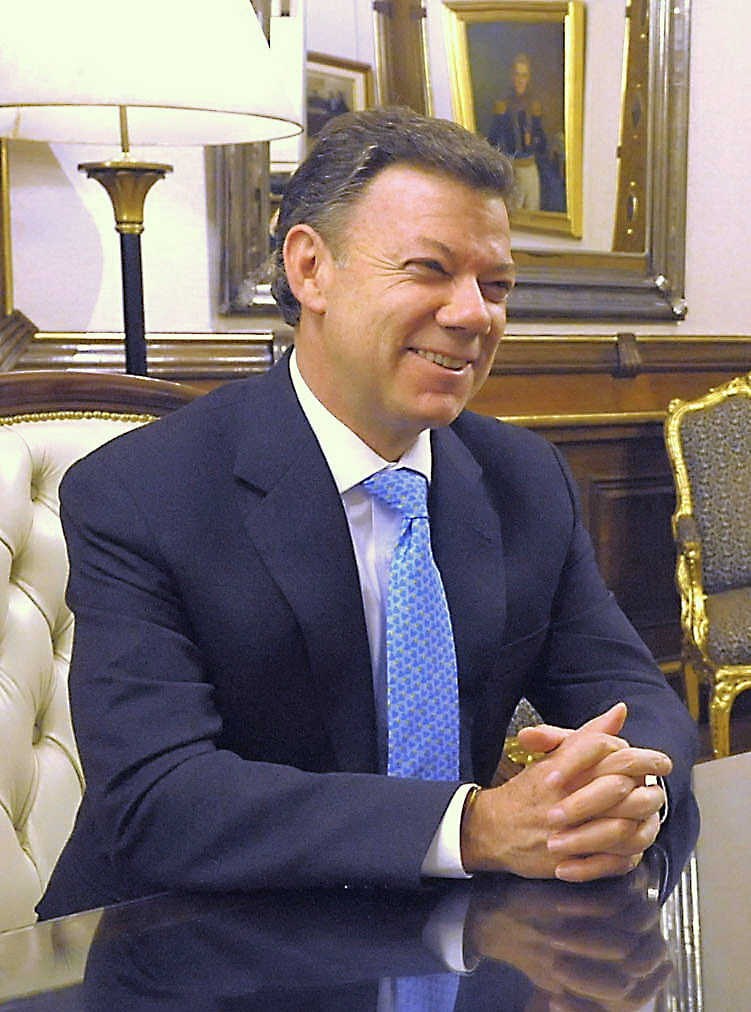
President Juan Manuel Santos (1951)

- Alberto Lleras Camargo (1906-1990), president van Colombia (1945-1946, 1958-1962)
- Álvaro Mutis (1923-2013), schrijver en dichter
- Camilo Torres (1929-1966) priester en voorloper van de bevrijdingstheologie
- Rafael Nieto Navia (1938-2024), diplomaat
- Lou Castel (1943), Zweeds-Italiaans acteur
- Luis Augusto García (1950), voetballer en voetbalcoach
- Ernesto Díaz (1952-2002), voetballer
- Juan Manuel Santos (1951), president van Colombia (2010-2018) en Nobelprijswinnaar (2016)
- Andrés Pastrana (1954), president van Colombia (1998-2002)
- Ernesto Samper (1954), president van Colombia (1994-1998)
- Marie Nagy (1957), Belgisch volksvertegenwoordigster
- John Toro Rendón (1958), voetbalscheidsrechter

### 1960-1969
- Martijn 't Hart (1960),[1] Nederlands filmmaker
- Martin Ramirez (1960), wielrenner
- Íngrid Betancourt (1961), Frans-Colombiaans politica
- Eduardo Pimentel (1961), voetballer
- John Leguizamo (1964), Colombiaans-Amerikaans acteur
- Clara Rojas (1964), politicus en advocate
- Eduardo Niño (1967), voetballer
- Óscar Cortés (1968), voetballer
- Eddy Villaraga (1969), voetballer

### 1970-1999

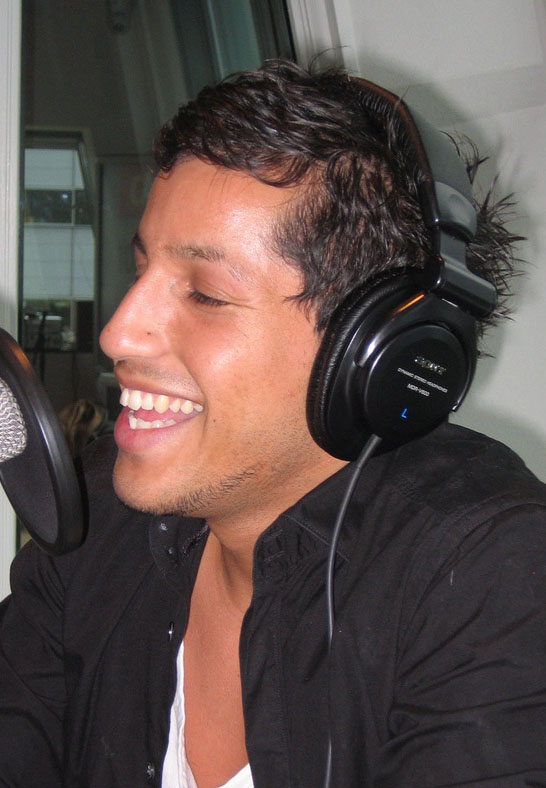
Zanger Jody Bernal (1981)

- Juan Gabriel Vásquez (1973), schrijver
- Víctor Hugo Peña (1974), wielrenner
- Juan Pablo Montoya (1975), autocoureur
- Edwin Congo (1976), voetballer
- Iván Duque (1976), president van Colombia (2018-2022)
- Iván López (1978), voetballer
- Juan Fernando Fonseca (1979), zanger
- Jody Bernal (1981), Nederlands zanger
- Juan Carlos Toja (1985), voetballer
- Abel Aguilar (1985), voetballer
- Carlos Quinchara (1988), triatleet
- Camilo Vargas (1989), voetballer (doelman)
- Pedro Franco (1991), voetballer
- Éder Álvarez Balanta (1993), voetballer
- Catalina Pérez Jaramillo (1994), voetbalster

### Vanaf 2000
- Alejandro Callejas (2000), wielrenner
- Vicente Besuijen (2001), voetballer

## Overleden in Bogota
- Rogelio Salmona (1929-2007), architect